# Farwell
Farwell (1956 , Haras Jahú e Rio das Pedras, São Paulo), foi um dos melhores cavalos de corrida nascidos no Brasil. Era de propriedade de João Adhemar de Almeida Prado, titular do haras em que nasceu.
Farwell é considerado por muitos o melhor cavalo brasileiro de todos os tempos. Cavalo bonito, quase preto, voluntarioso e valente, ligeiro e resistente, Farwell vencia as corridas sempre de ponta a ponta, em distâncias que variaram dos 1000 aos 3000 metros. Invicto em 15 corridas no Brasil, incluindo as três provas da tríplice coroa, o GP São Paulo e o GP Brasil, e com dois segundos nas duas principais provas da Argentina, seu retrospecto é invejável. 
Campanha:
22/02/59 1º Prêmio Raphael Barros Filho 1000m ; 10/04/59 1º Clássico Tiradentes 1200m; 24/05/59 1º Clássico Outono 1300m; 21/06/59 1º GP Antenor de Lara Campos 1500m; 28/06/59 1º GP Juliano Martins 1500m; 06/09/59 1º GP Ipiranga (GR1) 1609m; 29/11/59 1º GP Manfredo Costa Jr. 2000m; 06-12-59 1º GP Derby Paulista (GR1) 2400m; 27/12/59 1º GP Linneo de Paula Machado 2000m; 07/02/60 1º GP Governador do Estado 2000m; 06/03/60 1º GP Consagração (GR1)3000m; 01/05/60 1º GP São Paulo (GR1) 2400m; 29/05/60 2º GP 25 de Mayo (GR1) (Argentina) 2400m; 26/06/60 1ºGP Distrito Federal 3000m; 07/08/60 1º GP Brasil (GR1) 2400m; 30/10/60 1º GP 29 de Outubro 2400m; 04/12/60 2º GP Carlos Pellegrini (GR1)(Argentina) 2400m.
Vale ressaltar que quando foi derrotado pela primeira vez, pelo cavalo brasileiro Escorial, Farwell não estava 100% e quase foi retirado da prova na véspera, e na sua segunda e última derrota o excelente cavalo argentino Atlas teve que igualar o record da distância para conseguir superá-lo.
Infelizmente Farwell tinha problemas de fertilidade e não pôde deixar descendentes, mas as suas performances inigualáveis ficarão para sempre.